# Viaduct van Remouchamps (weg)

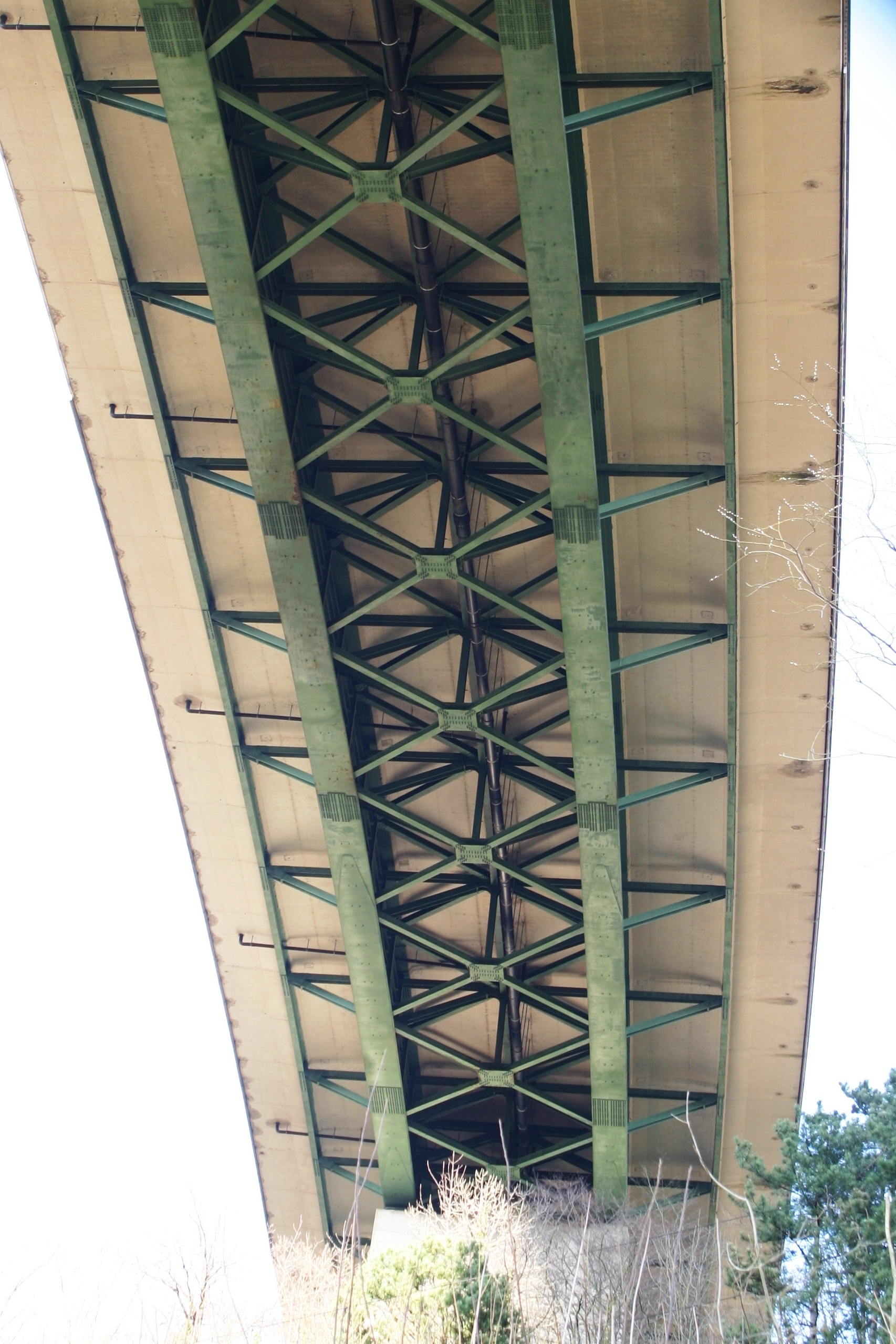
Onderaanzicht brug

Het viaduct van Remouchamps is een autosnelwegviaduct in Sougné-Remouchamps, een deelgemeente van Aywaille in de Belgische provincie Luik. Het viaduct is een deel van de E25 / A26 en overspant de vallei van de Amblève. Het is niet te verwarren met het gelijknamige en veel kleinere spoorviaduct van Remouchamps dat deel uitmaakt van spoorlijn 42 en eveneens de Amblève op veel lagere hoogte overspant.
Het viaduct werd berekend door het studiebureau René Greisch en in 1980 gebouwd door de samenwerking van Construction Ateliers de Braine-le-Conte, Compagnie d'Entreprise CFE, Nobel-Peelman en Savelkoul. Het viaduct heeft een lengte van 939 m en ligt op 80 m boven het wateroppervlak van de rivier. Het is een liggerbrug in gewapend beton en staal met 11 pijlers. De lengtes van de liggers zijn: 39,35 m - 94,50 m - 108,00 m - 2 x 117,00 m - 76,50 m - 67,50 m - 72,00 m - 63,00 m - 54,00 m - 44,75 m.
Het studiebureau René Greisch gebruikte dezelfde methoden en technieken bij de studie van het later gebouwde viaduct van Millau.
Het viaduct kreeg een negatieve bijklank als viaduc des suicidés (viaduct van de zelfmoordenaars). In 2009 werd door het Waals Gewest bijkomende beveiligingen aangebracht die dergelijke acties sterk bemoeilijkten. In de voorafgaande dertig jaar waren er 130 zelfmoorden uitgevoerd.